# Droga międzynarodowa E22 (Polska)
Droga międzynarodowa E22, nazywana także Wstęgą Południa – byłe oznaczenie drogi w Polsce w latach 1962–1985, prowadzącej od przejścia granicznego w Olszynie z NRD do przejścia granicznego w Medyce z ZSRR.
Droga E22 była częścią trasy europejskiej E22 o przebiegu: Berlin – Wrocław – Katowice – Kraków – Rzeszów – Przemyśl. Dalszy przebieg nie był ustalony, ponieważ ZSRR nie był sygnatariuszem umowy z 1950 r. regulującej przebieg i standard tras europejskich.
Na przełomie lat 70. i 80. XX w. wdrożono nowy system numeracji. Za następcę  E22 można uznać E40, o w dużej części identycznym przebiegu w Polsce, jednak na zachodzie wydłużoną i obejmującą zasięgiem tereny Francji i Belgii oraz poprowadzoną przez Zgorzelec, zaś na wschodzie obejmującą zasięgiem Ukrainę, Rosję i Kazachstan. W 1985 Polska przyjęła nowy system numeracji dróg krajowych, a trasy europejskie otrzymały numery krajowe używane zamiennie (równolegle) z międzynarodowymi. Trasa E40 otrzymała numer 4, który co do podstawowej zasady obowiązuje do dziś.
Obecnie polski odcinek posiada następujące oznaczenia krajowe:
| Numer | Przebieg           |
| ----- | ------------------ |
| A18   | Olszyna – Krzyżowa |
| A4    | Krzyżowa – Owczary |
| 39    | Owczary – Brzeg    |
| 94    | Brzeg – Radymno    |
| 77    | Radymno – Przemyśl |
| 28    | Przemyśl – Medyka  |

## Historyczny przebieg E22
- województwo zielonogórskie

- Olszyna  – granica z NRD
- Iłowa

- województwo jeleniogórskie

- Golnice  E14 

- województwo legnickie

- Krzywa  T22   262 
- Legnica  2 

- województwo wrocławskie

- Budziszów
- Kąty Wrocławskie
- Wrocław/Bielany Wrocławskie  18  E12   E83 

- województwo opolskie

- Brzeg  34 
- Opole  35   242 
- Strzelce Opolskie  E22a 

- województwo katowickie

- Gliwice  33   37   230   245 
- Bytom  E22a 
- Będzin  E16 
- Olkusz  219 

- województwo krakowskie

- Kraków  E7   E22a   T7   217 
- Wieliczka

- województwo tarnowskie

- Bochnia
- Brzesko  212 
- Wojnicz  209   211 
- Tarnów  128 
- Pilzno
- Dębica  210 

- województwo rzeszowskie

- Ropczyce
- Sędziszów Małopolski
- Rzeszów  26   30   205 
- Łańcut

- województwo przemyskie

- Przeworsk
- Jarosław  201 
- Radymno
- Przemyśl
- Medyka  – granica z ZSRR

### Przebieg w Krakowie
- lata 70.[6]

ul. Jurija Gagarina – ul. Fizyków – ul. Bronowicka – ul. Piastowska – al. 3 Maja
odcinek wspólny z drogą międzynarodową E7
al. Krasińskiego – most Dębnicki – ul. Konopnickiej
ul. Kamieńskiego – ul. Wielicka

### Przebieg w Opolu
- lata 70.[7]

ul. Wrocławska – ul. Nysy Łużyckiej – ul. Katowicka – ul. Katowicka – ul. Katowicka – ul. Armii Ludowej – ul. Obrońców Stalingradu

### Przebieg w Rzeszowie
- lata 70.[7]

ul. Krakowska – ul. Turkienicza – ul. 1 Maja – ul. Lwowska